# Koronos (syn Kajneusa)
Koronos - syn Posejdona i Kajnis, król Lapitów.

## Król Lapitow
Matka Koronosa zostawszy kochanką Posejdona poprosiła go, by zmienił ją w mężczyznę, którego nie można zranić. Była już wówczas w ciąży. Przemieniona w mężczyznę prowadziła wojny z takim powodzeniem, że niedługo potem Lapici wybrali ją na swego króla. Już jako król Lapitów urodziła syna Koronosa.
Koronos wraz z matką wziął udział w wyprawie Argonautów. Po jej śmierci w walce z centaurami, objął władzę nad Lapitami i panował nad nimi z Gyrton. Po pewnym czasie wybuchł spór graniczny pomiędzy Lapitami a Dorami z Hestiajotis, rządzonymi przez Ajgimiosa. Wyparci, przez przeważających liczebnie Lapitów, Dorowie zwrócili się o pomoc do Heraklesa, ofiarując mu w zamian jedną trzecią swego królestwa. Wsparci przez Heraklesa pokonali Lapitów Koronosa, a jego samego i większość jego poddanych zabili i zmusili do opuszczenia spornego terytorium. Znaczna część z nich osiadła potem w Koryncie. Za potomka Lapitów podawał się jeszcze, na wpół historyczny władca Koryntu Kypselos.
Koronos był ojcem Leonteusa, a według mitografów również Andrajmona (który ożenił się z jedną z córek Peliasa imieniem Amfinome) i Lyside.
Po dziewięciu miesiącach Posejdon wyciąnął z jamy brzusznej Kajneusa dziecko, które wychował. Bóg morza namówił syna, by wziął udział w wyprawie Argonautów. Spotkał na niej swego ojca (matkę) Kajneusa. Koronos zamieszkał ostatecznie w królestwie Posejdona i został poślubiony Okeanidzie Zeukso. Został ojcem Kasjopei, Leonteosa, Polidektesa i Diktysa. Po śmierci zamieszkał w Jeziorze Stygijskim, a czas spędzał w Elizjum.

## Rodowód
Koronos pochodził od Arkasa, syna Zeusa i Kallisto.